# 舍尼耶尔
舍尼耶尔（法語：Chenières，法語發音：[ʃənjɛʁ]）是法国默尔特-摩泽尔省的一个市镇，位于该省北部，属于布里埃区。

## 地理
舍尼耶尔（49°28'16"N, 5°45'56"E）面积8.5 平方千米，位于法国大東部大區默尔特-摩泽尔省，该省份为法国东北部内陆省份，是洛林的一部分，北邻比利时、卢森堡，北起顺时针与摩泽尔省、下莱茵省、孚日省和默兹省接壤。
与舍尼耶尔接壤的市镇（或旧市镇、城区）包括：巴略、屈特里、欧库尔-穆莱讷、莱镇、梅克西、雷翁、于尼、维莱拉蒙塔涅。

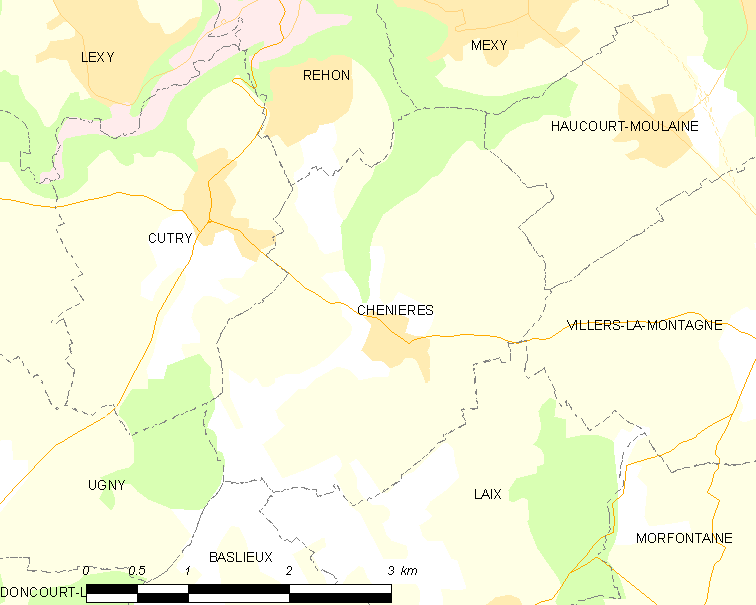
舍尼耶尔的OSM定位图

舍尼耶尔的时区为UTC+01:00、UTC+02:00（夏令时）。

## 行政
舍尼耶尔的邮政编码为54720，INSEE市镇编码为54127。

## 政治
舍尼耶尔所属的省级选区为隆维县。

## 人口

1962-2008年间舍尼耶尔人口变化图示

舍尼耶尔于2022年1月1日时的人口数量为600人。